# Liste des accidents ferroviaires en France dans les années 1960
La liste des accidents ferroviaires en France dans les années 1960, est une liste non exhaustive, chronologique.

## 1960
- 9 mars 1960 - Solaize : déraillement du train rapide 19 Paris–Vintimille au pk 1550 à 1 h 30 du matin près de Sérézin, douze blessés donc quatre graves ; il s'agit d'un attentat lié à la guerre d'Algérie[1],[2]. Ce train de nuit était composé de voitures DEV AO et OCEM[3].

## 1961
- 18 juin 1961 - Vitry-le-François : déraillement dans une courbe du Strasbourg – Paris, vingt-quatre morts et 170 blessés. La cause exacte de l'accident, non publiée à l'époque, est un attentat au plastic de l'OAS. C'est l'acte de terrorisme ferroviaire le plus meurtrier en France depuis la Seconde Guerre mondiale[4].
- 29 août 1961 - Le Theil (Orne) : déraillement de l'express Roscoff – Paris, huit morts et quarante blessés[5].

## 1962
- 23 juillet 1962 - Velars-sur-Ouche : déraillement de l'Express 53, Paris–Marseille, provoquant une rupture d’attelage. Une des voitures tombe d’un viaduc. Bilan : trente-neuf morts, quarante-sept blessés[6]. L’enquête citera comme cause probable une déformation de la voie, construite en longs rails soudés, due à la chaleur[7],[8].
- 5 octobre 1962 - Montbard : déraillement du TEE Cisalpin. Bilan : douze morts et onze blessés[9].

## 1963
- 21 juin 1963 - Sur la ligne Besançon - Le Locle, vers 17 heures 30, un convoi de 15 wagons de marchandises stationne en gare d'Avoudrey lorsqu'un homme d'équipe pris de boisson monte à bord de sa machine diesel et le lance dans la pente descendant vers Besançon. À l'entrée de la gare du Valdahon, dans laquelle stationne un autorail bondé de permissionnaires du camp militaire, un agent intérimaire parvient à l'aiguiller sur une voie de garage, mais est tué lors du déraillement qui s'ensuit. Il sera cité à l'ordre de la Nation pour son acte de courage[10].
- 26 août 1963 - Lyon : Collision de deux autorails dans le tunnel de Saint-Paul à Gorge-de-Loup. Bilan : huit morts et trois blessés graves[11].
- Fin 1963. Marseille St Charles : La motrice du Bordeaux-Marseille percute le heurtoir, monte sur le quai, détruit le kiosque à journaux. Blessés légers.[réf. nécessaire]

## 1965
- 28 août 1965 Pont-d'Héry : collision en gare de Pont-d'Héry (Jura) entre deux trains internationaux de voyageurs, le « Lombardie-express » et le rapide Milan-Paris. Bilan : douze morts[12].

## 1966
- 5 septembre 1966 - Andancette : après avoir percuté un poids lourd au passage à niveau, l'express Paris-Briançon déraille et s'écrase contre un train de marchandises. Il y a cinq morts et quinze blessés. Le plan ORSEC est déclenché à 3 heures du matin.
- 21 octobre 1966 - Cosne-Cours-sur-Loire : déraillement de l’autorail Nevers–Montargis. Bilan : neuf morts.[réf. nécessaire]

## 1968
- 1er juillet 1968 - Quincieux : "Le train des vacances" a fait six morts et quatre-vingt-onze blessés sur la commune de Quincieux (69 Rhône) à proximité de la gare de triage de Saint-Germain-au-Mont-d'Or[13].